# Presley Hart
Presley Hary (Anaheim, California; 1 de diciembre de 1988) es una actriz pornográfica estadounidense.

## Biografía
Hart nació en la ciudad de Anaheim (California), en una familia de ascendencia italiana. Su madre trabajaba como promotora inmobiliaria y su padre en la Marina de los Estados Unidos. Es la mediana de tres hermanas. Durante su infancia vivió en la ciudad de Coronado, también en California.
Fue violada cuando era adolescente. Hart asistió a la universidad, especializándose en Arquitectura e Ingeniería, aunque no se graduó en ninguna de las dos carreras.
Entró en la industria del cine para adultos en abril de 2011, siendo su primera escena en la película Cum Fiesta de Reality Kings. Fue elegida Pet of the Month de la revista Penthouse en marzo de 2013.
En enero de 2016, Hart anunció vía Twitter que estaba embarazada.
Ha rodado más 290 películas como actriz.

## Premios y nominaciones
| Año  | Ceremonia    | Resultado | Premio                                 | Trabajo                      |
| ---- | ------------ | --------- | -------------------------------------- | ---------------------------- |
| 2013 | Premios AVN  | Nominada  | Mejor actriz                           | Diary of Love: A XXX Romance |
| 2013 | Sex Awards   | Nominada  | Estrella porno del año                 | —                            |
| 2013 | Premios XBIZ | Nominada  | Mejor actriz revelación                | —                            |
| 2014 | Premios AVN  | Ganadora  | Artista femenina no reconocida del año | —                            |
| 2015 | Premios AVN  | Nominada  | Mejor escena de sexo lésbico en grupo  | School Of MILF               |